# تشارلز ك. سميث
تشارلز ك. سميث (بالإنجليزية: Charles C. Smith)‏ (3 مايو 1860 بماكون في الولايات المتحدة - 1 أكتوبر 1924) هو ملاكم أمريكي، صنّف ضمن فئة وزن ثقيل.

## إحصائيات
خاض خلال مسيرته 63 نزالا، فاز في 39 وتعادل في 5 وخسر في 19. فاز بالضربة القاضية في 33 نزالا.

## روابط خارجية
- تشارلز ك. سميث على موقع بوكس ريك (الإنجليزية) (registration required)